# Famille d'Illens
La famille d'Illens est une ancienne famille de ministériaux fribourgeois.

## Histoire
Guillaume et Claude d'Illens sont impliqués dans la conjuration d'Isbrand Daux de 1588, qui avait pour but d'aider le duc de Savoie à récupérer le Pays de Vaud.

## Possessions
La famille d'Illens a eu des terres à Saint-Martin-de-Vaud, Villariaux, Billens, Cugy, La Molière, Ménières et Font.
En 1577, Jean d'Illens vend ses droits sur La Molière et Ménières.

## Personnalités
Plusieurs membres de la famille ont eu des fonctions ecclésiastiques.
Nicolas d'Illens est abbé de Hautcrêt de 1335 à 1347 ou de 1329 à 1352.

## Filiation
- N.
  - Guillaume d'Illens
  - Claude d'Illens
  - Jacques d'Illens[1]

Selon Martignier, la famille Mestral de Rue est issue de la famille d'Illens.

## Armoiries
Les armoiries de la famille sont : De gueules au sautoir d'or.

#### Ouvrages
- Jean-Joseph Hisely, Monuments de l'histoire du comté de Gruyère et d'autres fiefs de la maison souveraine de ce nom, Lausanne, Société d'histoire de la Suisse romande, 1867-1869 (lire en ligne)
- Jean-Joseph Hisely, Cartulaire de l'abbaye de Hautcrêt, Lausanne, Georges Bridel, 1852 (lire en ligne)
- F. Kuenlin, Dictionnaire géographique, statistique et historique du canton de Fribourg, Louis Eggendorfer, 1832 (lire en ligne)
- David Martignier, Vevey et ses environs dans le moyen âge: esquisses historiques, critiques et généalogies, précédées de deux lettres à l'éditeur du Bailliage de Chillon en 1660, Martignier et Chavannes, 1862 (lire en ligne), p. 81-82
- David Martignier et Aymon de Crousaz, Dictionnaire historique, géographique et statistique de canton de Vaud, Imprimerie L. Corbaz et compagnie, 1867 (lire en ligne)
- Charles Pasche, La contrée d'Oron, Cabédita, 1988

#### Articles
- auteur inconnu, « La famille d'Illens », Le conteur vaudois : journal de la Suisse romande,‎ 1880 (lire en ligne)
- Charles Pasche, « Le château d'Illens près Oron », Revue historique vaudoise,‎ 1896 (lire en ligne)